# État natif (biochimie)

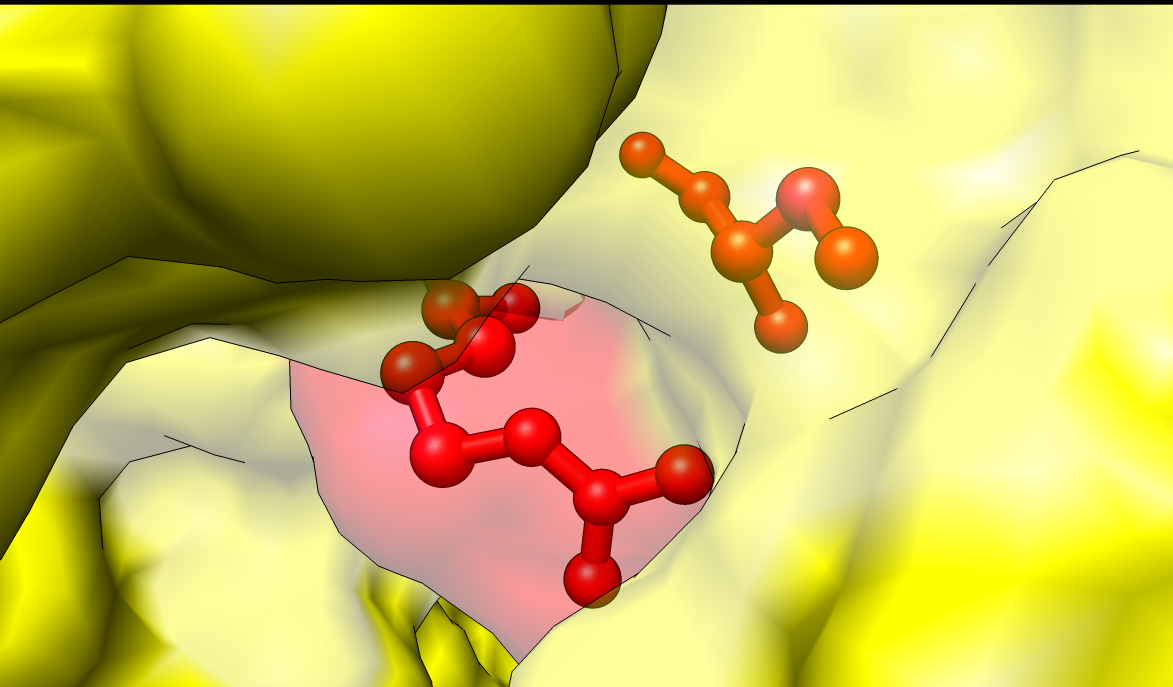
Cys and Arg active site of ubiquitin activating enzyme.

Pour les articles homonymes, voir état natif.
En biochimie, l'état natif d'une protéine est sa forme fonctionnelle ou opérative. Toutes les molécules de protéines sont des chaines linéaires d'acides aminés, mais c'est au moyen de leurs formes tridimensionnelles qu'elles sont capables de jouer leurs rôles biologiques. Les modifications de formes des protéines sont les causes primaires de maladies neurodégénératives, y compris celles causées par les prions ou encore l'amylose.
De nombreuses enzymes et d'autres protéines non-structurales ont plus d'un état natif, et elles agissent ou sont régulées par des transitions entre ces états. Cependant, l'expression « état natif » est utilisée quasi exclusivement au singulier, typiquement afin de distinguer de manière nette les protéines repliées des protéines dénaturées ou des protéines non-repliées. Dans d'autres contextes, la forme repliée d'une protéine est la plupart du temps désignée comme sa « conformation » ou sa « structure ».
Les protéines repliées ou dépliées sont souvent facilement distinguables en raison de leurs solubilités respectives dans l'eau, beaucoup de protéines devenant insolubles lorsqu'elles sont dénaturées. Les protéines dans leur état natif ont une structure secondaire définie, qui peut être identifiée spectroscopiquement, par dichroïsme circulaire ou par résonance magnétique nucléaire (RMN).
L'état natif d'une protéine peut être distingué d'un globule fondu, par entre autres choses, les distances mesurées en RMN. Les acides aminés largement éloignés les uns des autres dans la séquence d'une protéine peuvent toucher ou être situées à proximité immédiate d'une autre dans la même protéine repliée. Dans un globule fondu, d'un autre côté, leurs distances moyennes temporelles sont presque certainement plus importantes.
Savoir comment les états natifs des protéines peuvent être produits est important, les essais de création de protéines ex nihilo se soldant par l'obtention de globules fondus et non de véritables états natifs. Au-delà de cet aspect, la compréhension de l'état natif est capital pour l'ingénierie protéique.